# Vachellia leucophloea
Vachellia leucophloea (syn. Acacia leucophloea) je druh rostliny z čeledi bobovité, řazený mezi akácie. Podle charakteristické světlé kůry je též nazývána bělokorá akácie (whitebark acacia). Je to opadavý trnitý strom s dvakrát zpeřenými, jemnými listy a světle žlutými kvítky v kulovitých květenstvích složených do velkých lat. Druh je rozšířen v sušších oblastech jižní a jihovýchodní Asie od Pákistánu po Indonésii. Má široké využití. Je zdrojem hodnotného dřeva, vláken, barviva a rozpustné gumy. Je to důležitá krmná rostlina, používá se v suchých oblastech k zalesňování a jako bariéra proti ohni. Význam má i v medicíně.
Druh byl až do roku 2013 řazen do rodu Acacia (akácie), který byl v rámci taxonomické revize rozčleněn na 5 menších rodů a druh Acacia leucophloea byl přeřazen do rodu Vachellia jako Vachellia leucophloea.

## Popis
Vachellia leucophloea je opadavý strom dorůstající výšky až 35 metrů a průměru kmene od 35 do 100 cm. Věkovité stromy mají charakteristickou deštníkovitou korunu. Borka je hladká, bílá až žlutošedá, na starých stromech je drsnější, tmavší a plátkovitě odlupčivá. Listy jsou 2x zpeřené, složené z drobných lístků. Hlavní vřeteno listu je asi 3,5 až 10 cm dlouhé a nese 6 až 13 párů postranních vřeten. Na každém z postranních vřeten je 6 až 25 párů vstřícných, přisedlých, čárkovitých až srpovitých lístků. Lístky jsou 3 až 12 mm dlouhé a 0,5 až 2,8 mm široké. Na hlavním vřeteni listu jsou mezi nejspodnějšími a posledními postranními vřeteny žlázky. Řapík listů je 0,6 až 2 cm dlouhý. Palisty jsou přeměněny v rovné, 3 až 25 mm dlouhé trny, které mohou někdy chybět.
Květenství jsou složená z kulovitých klubek skládajících úžlabní nebo vrcholové laty o délce až 30 cm. Jednotlivé květy jsou velmi drobné, světle žluté až krémové, pětičetné, přisedlé. Kalich je 0,8 až 1,2 mm dlouhý, zakončený drobnými zuby. Koruna je 1,2 až 2 mm dlouhá. Tyčinek je 15 až 20 a jsou 2,8 mm dlouhé. Semeník je téměř přisedlý. Lusky jsou olivově zelené až tmavě hnědé, řemenovité, tence dřevnaté, částečně pukající, na povrchu s okrouhle vystouplými semeny, 7 až 14 cm dlouhé a 0,8 až 1 cm široké. Obsahují 10 až 20 semen. Semena jsou kulovitá, široce eliptická až trapezoidní.

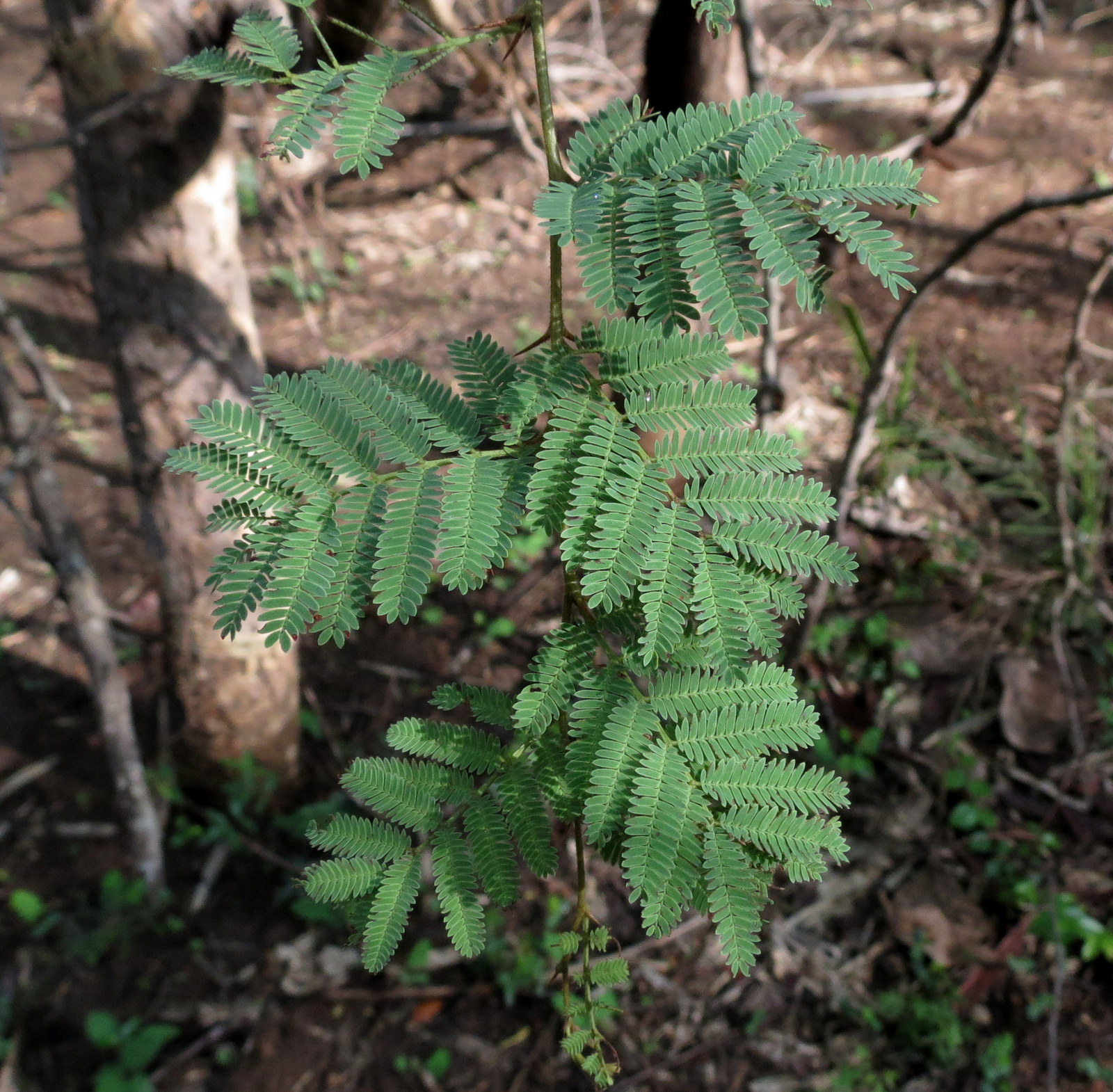
Větévka Vachellia leucophloea
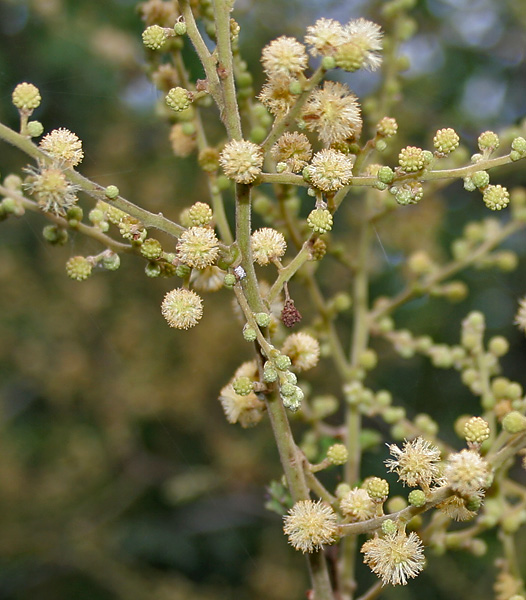
Květenství
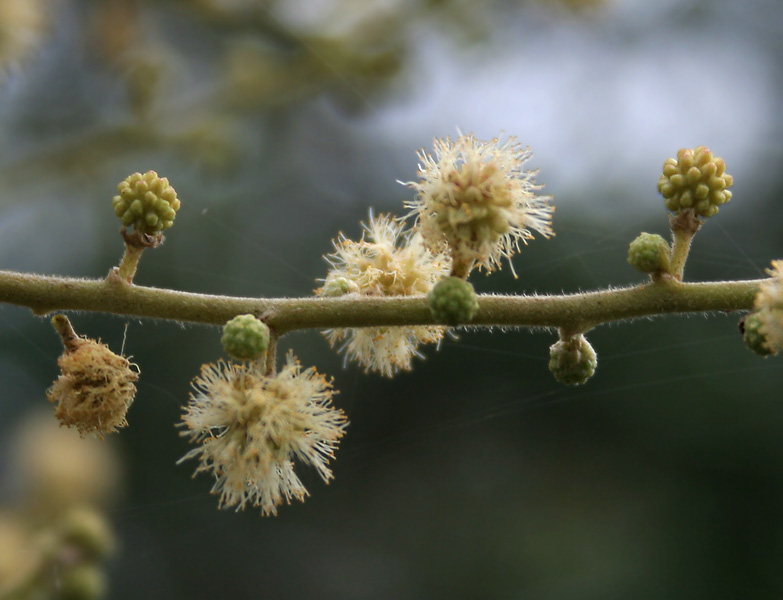
Detail květenství

## Rozšíření
Druh Vachellia leucophloea je rozšířen v tropické a subtropické jižní a jihovýchodní Asii. Jeho areál je nespojitý. Vyskytuje se v Indii, Nepálu, Srí Lance, západním Pákistánu, Myanmaru, Thajsku, jižním Vietnamu a na indonéských ostrovech Jáva, Bali, Timor a Madura. V Indii roste zejména na severu a severovýchodě země ve státech Paňdžáb, Rádžasthán a Madhjapradéš.
Tato akácie roste na savanách, v suchých tuholistých lesích, keřové vegetaci a teakových lesích v nadmořských výškách od 50 do 800 metrů. V některých oblastech jejího výskytu trvá období sucha až 10 měsíců. Listy v chladném nebo suchém období opadávají.

## Taxonomie
Druh byl popsán již v roce 1800 Williamem Roxburghem jako Mimosa leucophloea. V roce 1806 jej Carl Ludwig Willdenow přeřadil do rodu Acacia pod názvem Acacia leucophloea. Zde zůstal až do roku 2013, kdy byl na základě revize tohoto polyfyletického rodu přeřazen spolu s dalšími více než 160 druhy akácií do rodu Vachellia.

## Význam
Vachellia leucophloea má poměrně široké využití. Poskytuje pevné a dekorativní dřevo, kvalitní topivo, hrubá vlákna, barvivo a rozpustnou gumu. V oblastech s výrazným obdobím sucha je to významná rostlina. Je rovněž využívána v lékařství a pěstuje se jako okrasný a stínící strom.

### Dřevo
Dřevo je tvrdé a pevné, jasně tmavě červenohnědé a velmi pohledné. Je obchodováno podobně jako dřevo řady jiných druhů akácií pod názvem wattle. V suchém prostředí je velmi trvanlivé, ve vlhku snadno podléhá rozkladu. Vyrábí se z něj zejména zemědělské nářadí, vozíky, mlýny a používá se k soustružení. S ohledem na pěknou barvu je ceněné v truhlářství a při výrobě podlah a obkladů. Je rovněž používáno jako kvalitní topivo a vyrábí se z něj dřevěné uhlí.

### Technické produkty
Vlákna z kůry slouží k výrobě rybářských sítí a hrubých provazů.
Z listů se získává černé barvivo.
Z kůry se získává guma dobré kvality, rozpustná ve vodě.
V Myanmaru je šťáva z tohoto druhu hlavní surovinou k výrobě tradičních laků.

### Potrava
Vařená naklíčená semena se konzumují jako zelenina. Kůra je v Indii tradičně používána jako čisticí a aromatizující přísada při výrobě třtinové a palmové pálenky.

### Zemědělství a krajinářství
V celém areálu výskytu je to zejména v obdobích sucha důležitá krmná rostlina. Zkrmují se listy, mladé větévky i lusky. Svým stínem rovněž ochraňuje dobytek a okolní vegetaci před slunečním žárem.
Strom dobře odolává ohni a vysazuje se proto jako zábrana proti periodickým požárům vegetace. V suchých oblastech s chudými půdami se také používá k zalesňování.
Pěkný vzhled, zajímavá borka a živě zbarvené, jemně členěné listy činí tento druh perspektivní, dosud nedoceněnou okrasnou dřevinou.

### Lékařství
Hořká borka je v asijské tradiční medicíně používána jako léčivo zejména při střevních a respiračních onemocněních.
Listy mají antibakteriální a antisyfilitický účinek.
U methanolového extraktu z kůry kmene byl prokázán širokospektrý antimikrobiální účinek. Ethanolový extrakt ze zelených částí snižuje krevní tlak a působí tlumivě na centrální nervový systém.